# Atomorpha alba
Atomorpha alba là một loài bướm đêm trong họ Geometridae.